# 兹德涅克·什克尔兰
兹德涅克·什克尔兰（捷克語：Zdeněk Škrland，1914年2月6日—1996年3月6日），捷克男子皮划艇运动员。他曾代表捷克斯洛伐克参加1936年夏季奥林匹克运动会皮划艇比赛，获得男子双人划艇10000米金牌。